# Bellusaurus
Bellusaurus sui
Genre
Espèce
Bellusaurus est un genre éteint de petits sauropodes à cou court du Jurassique dont le nom signifie « beau Lézard ».
Une seule espèce est rattachée au genre : Bellusaurus sui, décrite par Dong Zhiming en 1990,.
Ses fossiles ont été découverts en Chine occidentale dans le bassin de Junggar de la région autonome du Xinjiang. 
Ils proviennent de la partie supérieure du « membre de Wucaiwan » (ex-formation de Wucaiwan) qui correspond aujourd’hui à la partie moyenne de la formation de Shishugou et est datée du début du Jurassique supérieur (Oxfordien), il y a environ 160 Ma (millions d'années),.

## Découverte

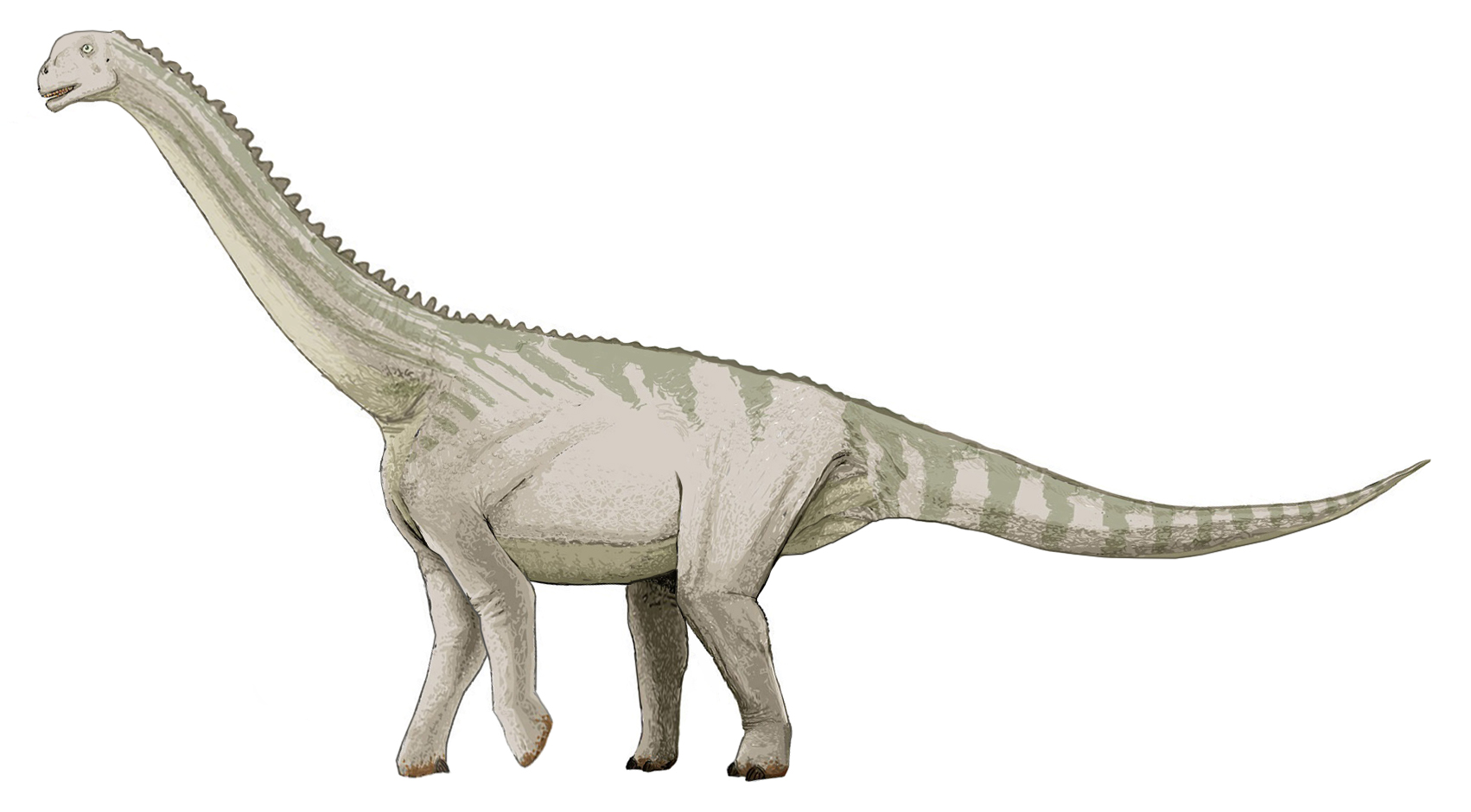
Vue d'artiste de Bellasaurus sui.

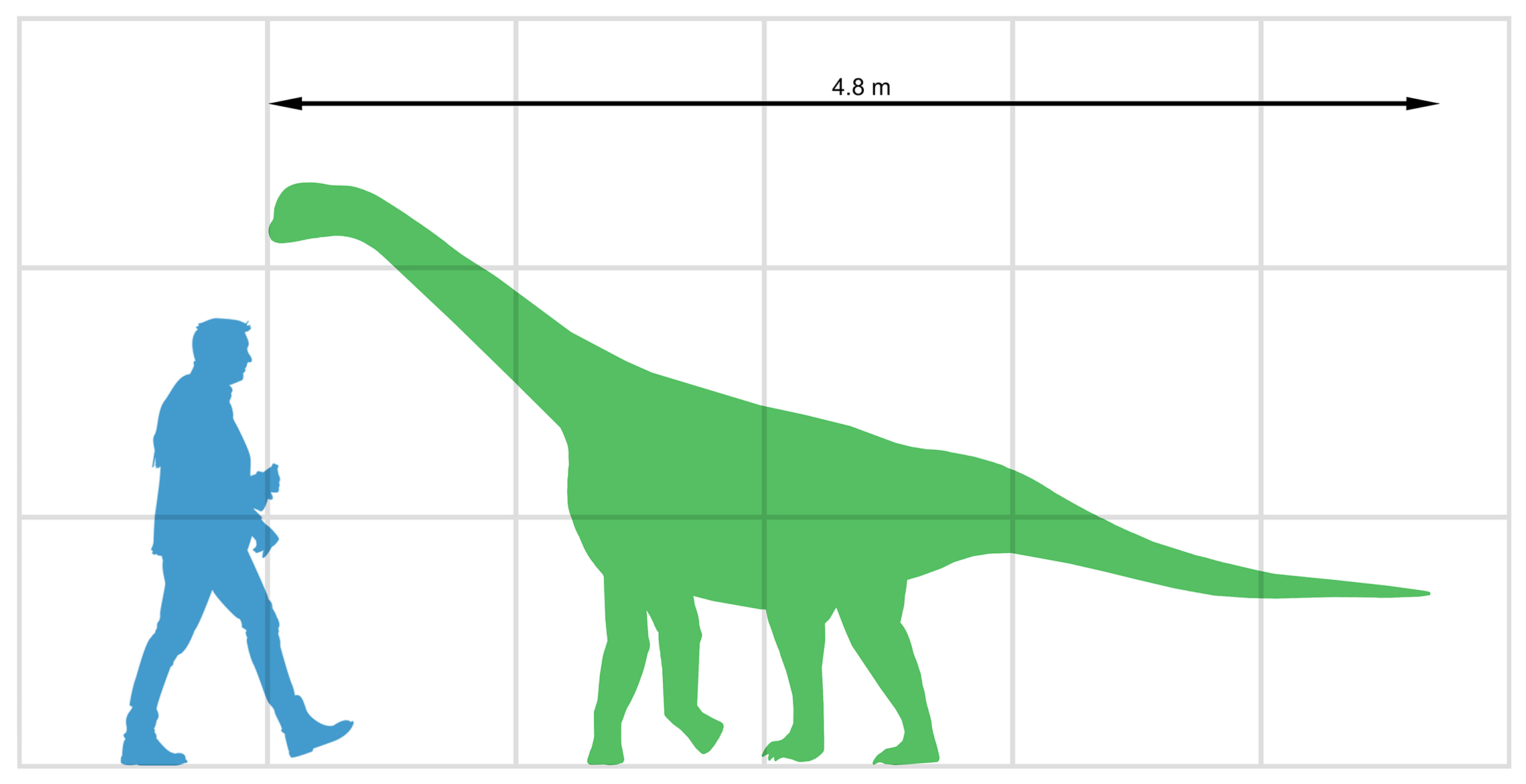
Tailles comparées de Bellasaurus et d'un humain.

Les restes incomplets de 17 spécimens ont été extraits de la carrière 83003 dans la région de Kelameili. Il s'agit de restes d'animaux de même taille et du même âge, probablement des juvéniles, suggérant qu'un troupeau de jeunes Bellusaurus aurait été tué et enfoui lors d'une crue soudaine. L'enregistrement de tels assemblages a été décrit en Amérique du Nord pour des troupeaux de stégosaures par Peter Galton en 1992 et pour des groupes diplodocidés en 2009.

## Description
La longueur estimée de ces animaux est de 4,80 mètres. Ils ont été découverts dans le même niveau stratigraphique qu'un autre sauropode : Tienshanosaurus sp..

## Classification
La nature juvénile vraisemblable de ces animaux rend difficile leur classification. P. D. Mannion et ses collègues en 2019, placent Bellusaurus dans le très vaste clade des Eusauropoda.
David B. Weishampel a proposé en 2004 que Klamelisaurus était un spécimen adulte de Bellusaurus dont il serait ainsi le synonyme junior. Cette hypothèse est réfutée en 2018 par A. J. Moore et ses collègues sur les bases de leur analyse ostéologique qui souligne des différences non-ontogéniques entre les deux genres et l'âge un peu plus récent de Bellusaurus par rapport à Klamelisaurus.